# آيزوكسابرولول
آيزوكسابرولول وهو ضاد أدرينالي ذو خواص مضادة لاضطراب النظم وخافضة لضغط الدم.